# 峠三吉
峠 三吉（とうげ さんきち、1917年（大正6年）2月19日 - 1953年（昭和28年）3月10日）は、日本の詩人。本名は、三吉（みつよし）。1951年（昭和26年）に自費出版した『原爆詩集』で知られる。

## 生涯

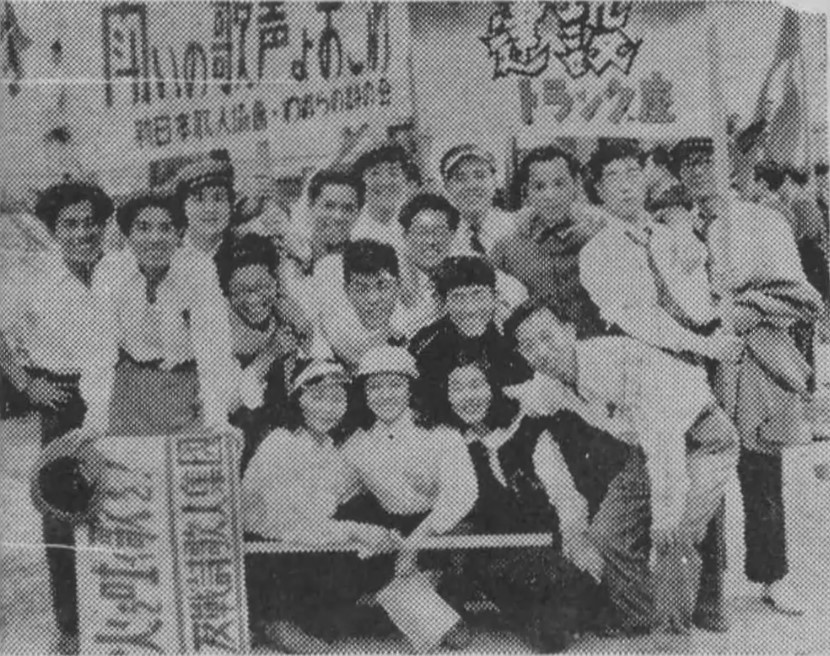
1950年5月1日のメーデーに参加するわれらの詩の会、新日本歌人協会、反戦詩歌人集団、トランク座の人々。この日、峠らは『反戦詩歌集第1集』を刊行した。

父・嘉一はタイル製造などを手がける実業家で、三吉は父の勤務地大阪府豊能郡（現・豊中市）に生まれ、生後まもなく家族とともに父の故郷広島市に転居した。幼い頃から気管支の病気に苦しめられしばしば喀血、広島商業学校（現在の広島県立広島商業高校）在学時から詩作にいそしんだが、卒業後は長期の療養生活を余儀なくされ、この病気は三吉を生涯苦しめることとなった。
さらに1945年（昭和20年）8月6日、爆心地より3kmの広島市翠町（現在の南区翠）で被爆。
敗戦後は広島を拠点とする地域文化運動で中心的な役割を果たし、広島青年文化連盟委員長に就任した。広島県庁での勤務や雑誌『ひろしま』編集、1949年（昭和24年）にはサークル「われらの詩の会」を発足、詩誌『われらの詩』を創刊した。1950年（昭和21年）6月に朝鮮戦争が開戦されると、「われらの詩の会」は被爆地広島における反戦反核運動の拠点ともなった。1951年（昭和26年）には「にんげんをかえせ」で始まる『原爆詩集』を自費出版、原爆被害を告発しその体験を広めた。この自費出版版の表紙と挿画は四國五郎が描いた。
1952年（昭和27年）3月、新日本文学会全国大会出席のため上京の途上で大喀血し、静岡赤十字病院に入院。その後は再び精力的に活動に奔走する日々を送る。
1953年（昭和28年）2月、創作活動・社会活動に耐えうる健康な身体を確実にするため、持病（気管支拡張症）の本格的治療を決意し、国立広島療養所に入院。肺葉切除手術を受けたが術中に病状が悪化、14時間の苦闘のすえ、同年3月10日、手術台上で死去した。36歳没。被爆から8年後のことだった。
峠の詩は死後50年が経過し、日本国内での著作権保護期間が満了しているため、様々な平和教材に引用されたり、ネット上で閲覧する事ができる。

## 原爆詩集『序』
原爆詩集『序』は峠の代表作であり、原子爆弾をテーマにした詩の中で名作の1つとされている。詩の中での記述から『にんげんをかえせ』という題でも広く認知されている。
朝鮮戦争の際、アメリカ軍が交戦する中国人民志願軍に対し原子爆弾での攻撃を考えているという事をニュースで知った峠が、アメリカ軍は原子爆弾を安易に使用しようとしていると考え、文書を全てひらがなで記述するという手法を用いて、批判的な感情を抱き詠んだ詩である。
この詩の一文である『にんげんをかえせ』の部分は、後に『10フィート運動』によって日本に返還された米国撮影の原爆記録フィルムを元に、橘祐典監督が編集・制作した原爆ドキュメンタリー映画の第一作目の題名に引用され、木下惠介が永井隆の手記を元に監督した映画『この子を残して』のエンディングの歌詞として全文が引用されている。
死後10年経った1963年（昭和38年）、広島市平和公園内に「にんげんをかえせ」の詩碑が建立された（設計デザインは、画家・詩人で峠の盟友として協働した四國五郎）。
また、出生地に程近い、大阪府豊中市岡町北の市立岡町図書館玄関前にも、1995年（平成7年）、「にんげんをかえせ」の詩碑が建てられた。

## 脚註
1. ↑  “反戦詩歌集第1集”.   広島平和記念資料館平和データベース. 2025年8月5日閲覧。
2. ↑  “われらの詩 | 株式会社三人社”. 3nin.jp. 2022年11月6日閲覧。
3. ↑  「ひゅうまん通信」（PDF）『広報とよなか』第616号、豊中市、2001年8月、9頁、全国書誌番号:00090768、 オリジナルの2012年3月26日時点におけるアーカイブ、2007年5月19日閲覧。